# Авлациды
Авлациды (лат. Aulacidae) — семейство наездников из подотряда стебельчатобрюхие отряда перепончатокрылые насекомые.

## Описание
Длина от 5 до 14 мм. Усики длинные 14-члениковые у обоих полов. Формула щупиков 6,4. Грудь с грубой скульптурой. Имеют необычное прикрепление брюшка высоко на проподеуме грудки. Эндопаразитоиды личинок ксилофагов — жуков-усачей и златок (Cerambycidae, Buprestidae), а также рогохвостов (Xiphydriidae).

## Распространение
Всесветное. В Европе 2 рода (Aulacus, Pristaulacus). В Австралии 40 видов. В ископаемом состоянии были описаны 19 видов авлацид в составе 7 родов, в том числе Electrofoenops cockerelli, Electrofoenops rasnitsyni, Hyptiogastrites electrinus и другие.

## Классификация
Мировая фауна включает 2 рода и около 260 видов, в Палеарктике — 2 рода и 46 видов. Фауна России включает 2 рода и 12 видов наездников этого семейства.
- Aulacus Jurine, 1807 — 77 видов[5][7]
  - Aulacus flavigenis Alekseev, 1986
  - Aulacus magnus Chen et al., 2016
  - Aulacus schoenitzeri Turrisi, 2005
  - Aulacus sinensis He & Chen, 2007
  - Aulacus striatus Jurine, 1807
- Pristaulacus Kieffer, 1900 — около 170 видов[5][8][9][10]
  - = Panaulix Benoit, 1984
  - Pristaulacus albitarsatus Sun & Sheng, 2007
  - Pristaulacus asiaticus Turrisi & Smith, 2011
  - Pristaulacus calidus Chen et al., 2016
  - Pristaulacus centralis Chen et al., 2016
  - Pristaulacus comptipennis Enderlein, 1912
  - Pristaulacus excisus Turner, 1922
  - Pristaulacus fopingi Chen et al., 2016
  - Pristaulacus intermedius Uchida, 1932
  - Pristaulacus iosephi Turrisi & Madl, 2013
  - Pristaulacus karinulus Smith, 2001
  - Pristaulacus longicornis Kieffer, 1911
  - Pristaulacus memnonius Sun & Sheng, 2007
  - Pristaulacus nobilei Turrisi & Smith, 2011
  - Pristaulacus obscurus Chen et al., 2016
  - Pristaulacus pieli Kieffer, 1924
  - Pristaulacus porcatus Sun & Sheng, 2007
  - Pristaulacus pseudoiosephi Chen et al., 2016
  - Pristaulacus rapuzzii  Turrisi, 2011 (Ливан)[10]
  - Pristaulacus rufipes Enderlein, 1912
  - Pristaulacus rufobalteatus Cameron, 1907
  - Pristaulacus samai  Turrisi, 2011 (Сирия)[10]
  - Pristaulacus zhejiangensis He & Ma, 2002

### Палеонтология
- † Archeofoenus tartaricus Engel, 2017
- † Archeofoenus engeli Turrisi & Ellenberger, 2019
- † Aulacus eocenicus Nel, Waller, De Ploëg, 2004
- † Aulacus fritschii (Brues, 1932)
- † Aulacus prisculus (Brues, 1932)
- † Ceropalites infelix Cockerell, 1906
- † Electrofoenops cockerelli Turrisi & Ellenberger, 2019
- † Electrofoenops rasnitsyni Turrisi & Ellenberger, 2019
- † Electrofoenops diminuta Engel, 2017
- † Electrofoenus gracilipes Cockerell, 1917
- † Exilaulacus latus Li, Shih, Ren, 2018
- † Exilaulacus loculatus Li, Shih, Ren, 2018
- † Hyptiogastrites electrinus Cockerell, 1917
- † Pristaulacus bradleyi (Brues, 1910)
- † Pristaulacus mandibularis Brues, 1932
- † Pristaulacus praevolans (Brues, 1923)
- † Pristaulacus rohweri Brues, 1910
- † Pristaulacus secundus (Cockerell, 1916)
- † Pristaulacus velteni Jennings & Krogmann, 2009
- † Protofoenus swinhoei Cockerell, 1917
- † Vectevania vetula Cockerell, 1922